# Oblężenie Metzu
Oblężenie Metzu – oblężenie, które trwało od 19 sierpnia do 27 października 1870 i było miażdżącą klęską Francuzów podczas wojny francusko-pruskiej.
Po klęsce w bitwie pod Gravelotte, marszałek Bazaine wycofał się do umocnień w Metzu. 19 sierpnia był już tam oblegany przez pruską Drugą Armię dowodzoną przez księcia Fryderyka Karola Hohenzollerna. Francuzi próbowali przełamać oblężenie w Noiseville, a następnie w Bellevue, ale zostali odparci za każdym razem. Pomimo braku wezwań na pomoc, francuska Armia „Châlons” pod komendą marszałka Patrice’a Mac-Mahona dostała rozkaz wsparcia Bazaine’a. Maszerując do Metzu, Armia „Châlons” została schwytana w pułapkę i rozbita w bitwie pod Sedanem. 27 października marszałek Bazaine został zmuszony do poddania całej swojej armii. Książę Fryderyk Karol i pruska Druga Armia mieli wówczas wolną drogę do spotkania francuskich sił nad rzeką Loarą.